# Fußballjahr 1983
1979 | 1980 | 1981 | 1982 | Fußballjahr 1983 | 1984 | 1985 | 1986 | 1987 | ►

Weitere Sportereignisse

## International

### Nationalmannschaften
- Copa América 1983: Sieger  Uruguay

### Vereine
- Europapokal der Landesmeister 1982/83:  Hamburger SV, Finale 1:0 gegen Juventus Turin
- Europapokal der Pokalsieger 1982/83:  FC Aberdeen, 2:1 n. V. gegen Real Madrid
- UEFA-Pokal 1982/83:  RSC Anderlecht, Finalspiele 1:0 und 1:1 gegen Benfica Lissabon

- Copa Libertadores 1983:  Grêmio Porto Alegre, Finalspiele 1:1 und 2:1 gegen Club Atlético Peñarol

### Fußballer des Jahres
- Ballon d’Or 1983:  Michel Platini
- Südamerikas Fußballer des Jahres:  Sócrates
- Afrikas Fußballer des Jahres:  Mahmoud El-Khatib

## National

### Belgien
- Belgische Meisterschaft: Meister Standard Lüttich

### Brasilien
- Brasilianische Meisterschaft: Meister Flamengo Rio de Janeiro

### England
- Englische Meisterschaft: Meister FC Liverpool
- FA Cup 1982/83: Sieger Manchester United

### Jugoslawien
- Jugoslawische Meisterschaft: Meister FK Partizan Belgrad

### Liechtenstein
- Liechtensteiner Cup 1982/83: Cupsieger FC Balzers

### Niederlande
- Niederländische Meisterschaft: Meister Ajax Amsterdam

### Österreich
- Österreichische Fußballmeisterschaft 1982/83: Meister SK Rapid Wien
- Österreichischer Fußball-Cup 1982/83: Sieger SK Rapid Wien

### Schottland
- Schottische Meisterschaft: Meister Dundee United

### Schweiz
- Schweizer Fussballmeisterschaft 1982/83: Meister Grasshopper Club Zürich

### Uruguay
- Uruguayische Fußballmeisterschaft: Meister Nacional Montevideo

## Frauenfußball
- Fußball-Asienmeisterschaft der Frauen 1983: Meister  Thailand